# ドイッチュラント (客船・3代)
|          |                                        |
| 船歴     |                                        |
| 船籍     | ドイツ                                 |
| 母港     | ハンブルク                             |
| 所有     | ハンブルク・アメリカ・ライン           |
| 航路     | ハンブルク - ニューヨーク間            |
| 発注     | 1921年                                 |
| 建造     | Blohm & Voss、Kommandit Ges auf Aktien |
| 進水     | 1923年4月28日                          |
| 竣工     | 1923年12月                             |
| 就航     | 1924年3月27日                          |
| その後   | 1945年5月3日に撃沈                     |
| 性能諸元 |                                        |
| 総トン数 | 21,046トン                             |
| 全長     | 645フィート                            |
| 全幅     | 72.25フィート                          |
| 全高     | 41.9フィート                           |
| 機関     | 蒸気タービン8つ、スクリュー2軸         |
| 速力     | 20ノット                               |
| 定員     | 乗客976名、乗務員422名                 |

ドイッチュラント（SS Deutschland）は、ハンブルク・アメリカ・ラインの所有していた客船。1945年に撃沈された。

## 概要
ドイッチュラントはアルベルト・バリーン級4姉妹の2番船としてブローム・ウント・フォス社で建造され、1923年4月28日に進水、同年12月に竣工し、1924年3月27日にサウサンプトン - ニューヨーク間の処女航海を行った。ところが、ドイッチュラントの動力機関は振動が激しかったため、「カクテルシェイカー」というあだ名をつけられた。1929年の改装でエンジンを交換したものの、速力が19ノットに低下した。
1940年、ドイッチュラントはグディニャで抑留され、1945年から7回、バルト海での航海に使われた。その期間で、ドイッチュラントは70,000名の兵士と多量の弾薬を輸送した。同年4月、ドイッチュラントは病院船に転用され、白色と赤十字の塗装となった。
1945年5月3日、ドイッチュラントはリューベック湾でイギリス軍機の空襲に遭い、客船カップ・アルコナ、ティールベクと共に転覆、沈没した。
1948年、ドイッチュラントは残骸の一部が引き上げられ、解体された。